# Anthony Rumbold
Horace Anthony Claude Rumbold, X baronetto (7 marzo 1911 – 4 dicembre 1983), è stato un diplomatico inglese.

## Biografia
Era il figlio di Sir Horace Rumbold, e di sua moglie, Etheldred Constantia Fane. Frequentò l'Eton College e Magdalen College, e per un breve tempo, il The Queen's College. 

## Carriera
Nel 1935 intraprese la carriera diplomatica. Nel 1937 lavorò a Washington, nel 1942 al Foreign Office britannico, prima di stare in Italia nel 1944 nel personale del ministro del Quartier Generale Alleato del Mediterraneo, Harold Macmillan. 
Si trasferì a Praga nel 1947, tornò al Foreign Office nel 1949 come capo del dipartimento dell'Europa meridionale con la carica di consigliere, carica che mantenne anche quando si trasferì a Parigi nel 1951. Nel marzo 1954 è stato nominato capo di gabinetto del ministro degli Esteri, Anthony Eden. Lo accompagnò nei diversi viaggi all'estero, tra cui la Conferenza di Ginevra, nel maggio 1954, a Washington nel mese di giugno per l'incontro con il Segretario di Stato, John Foster Dulles, e il presidente Dwight D. Eisenhower, e in un tour delle capitali europee nel mese di settembre nel 1954.
Quando Churchill si dimise, Eden divenne il primo ministro nell'aprile 1955, Rumbold rimase per alcuni mesi come capo di gabinetto del nuovo Ministro degli Esteri, Harold Macmillan, che accompagnò a San Francisco nel mese di giugno 1955 per l'incontro tra i ministri degli esteri degli Stati Uniti, Gran Bretagna, Francia e Russia in vista del vertice di Ginevra nel mese successivo.
Rumbold lasciò il Ministero degli Esteri per un tempo, poi tornò, come assistente del Sottosegretario di Stato (1957-1960), responsabile delle relazioni europee ed est-ovest. Ancora una volta accompagnò il ministro degli Esteri, ora Selwyn Lloyd, nei negoziati internazionali, tra cui la visita di Eisenhower in Inghilterra nel mese di agosto 1959.
Nel 1965 è stato nominato ambasciatore in Thailandia; mentre era lì era anche rappresentante del Regno Unito al Consiglio di SEATO. Nel 1967 è stato nominato ambasciatore in Austria. Si è ritirato dal servizio diplomatico nel 1970.

## Matrimoni

### Primo Matrimonio
Sposò, il 29 giugno 1937, Felicity Ann Bailey (?-1984), figlia del tenente colonnello Frederick Bailey. Ebbero quattro figli:
- Serena Caroline Rumbold (27 gennaio 1939), sposò Jeremy Lancaster, ebbero quattro figli;
- Venetia Mary Rumbold (8 dicembre 1941);
- Camilla Charlotte Rumbold (17 agosto 1943), sposò in prime nozze Christopher Brett, V visconte Esher, ebbero quattro figli, e in seconde nozze Giles Swayne;
- Henry Rumbold (24 dicembre 1947).

La coppia divorziò nel 1974.

### Secondo Matrimonio
Sposò, il 14 dicembre 1974, Pauline Laetitia Tennant , figlia di David Francis Tennant. Non ebbero figli.

## Morte
Morì il 4 dicembre 1983, all'età di 72 anni.